# Principe du contradictoire
Ne doit pas être confondu avec le principe de non-contradiction, un principe de logique.
Le principe du contradictoire (ou principe de la contradiction) est un principe général du droit existant dans toute procédure, qu'elle soit civile, administrative, pénale ou disciplinaire, et qui signifie que chacune des parties a été mise en mesure de discuter l'énoncé des faits et les moyens juridiques que ses adversaires lui ont opposés.
Ce principe est également évoqué par la locution latine Audiatur et altera pars (ou à l'impératif Audi alteram partem), qui signifie « l'autre partie doit être entendue ».
Ce principe est décliné de manière différente selon les pays.

## Par pays

### Canada
En droit québécois, le principe du contradictoire est énoncé à l'article 17 du Code de procédure civile du Québec  :

« Le tribunal ne peut se prononcer sur une demande ou, s’il agit d’office, prendre une mesure qui touche les droits d’une partie sans que celle-ci ait été entendue ou dûment appelée.
Dans toute affaire contentieuse, les tribunaux doivent, même d’office, respecter le principe de la contradiction et veiller à le faire observer jusqu’à jugement et pendant l’exécution. Ils ne peuvent fonder leur décision sur des moyens que les parties n’ont pas été à même de débattre. »